# Bendougouba
Bendougouba est une commune rurale malienne de l'arrondissement central de Kita dans le cercle de Kita et la région de Kita.

## Villages
La commune s'étend sur 16 localités relevées lors du recensement général de 2009. 
Les villages les plus peuplés sont :
- Dialaya (1 610 habitants) ;
- Bendougouba (1 418 habitants) ;
- Sitamtoumbou (1 159 habitants).